# Trans Cedron (Oostrum)

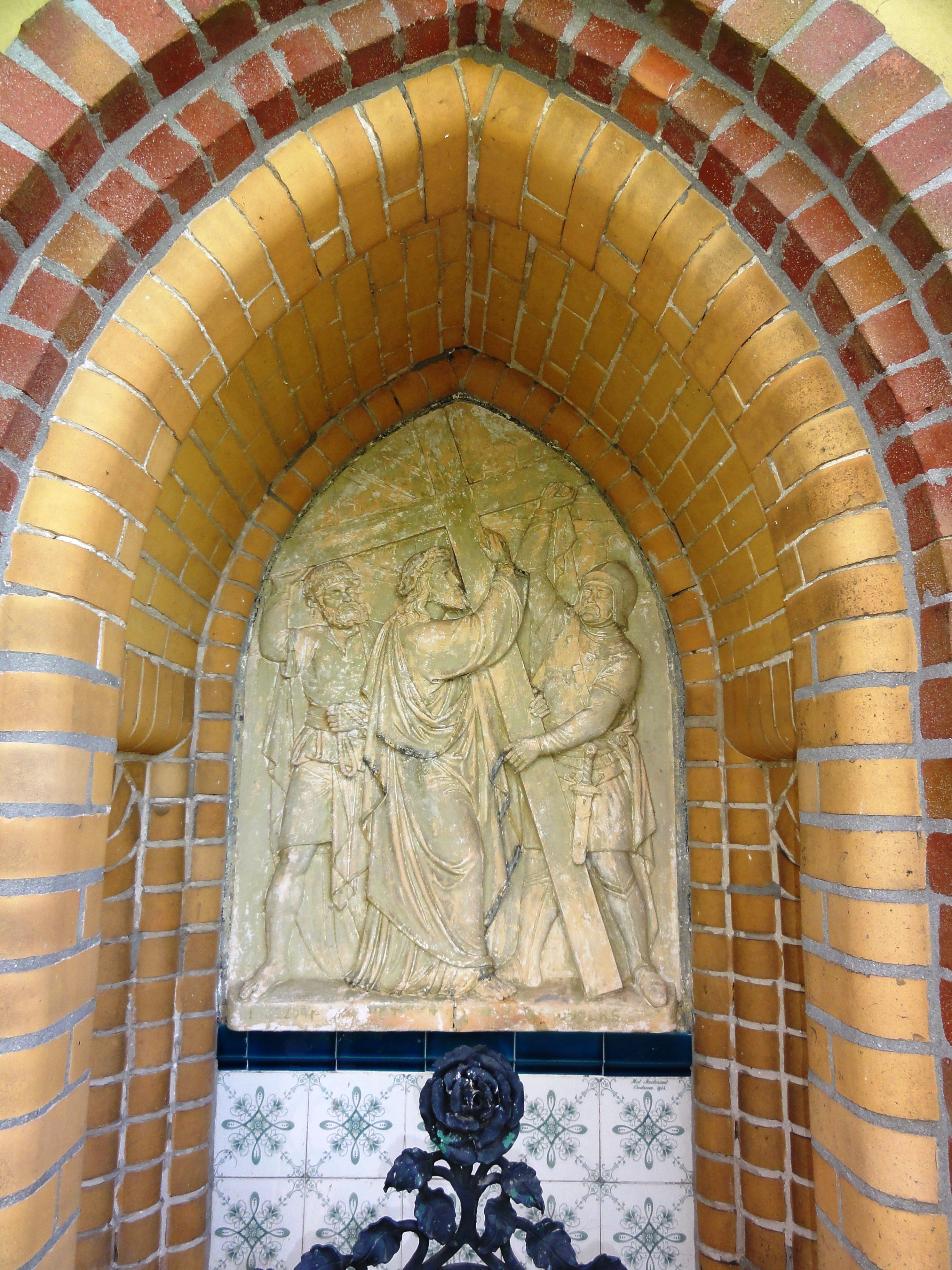
Kruiswegstatie

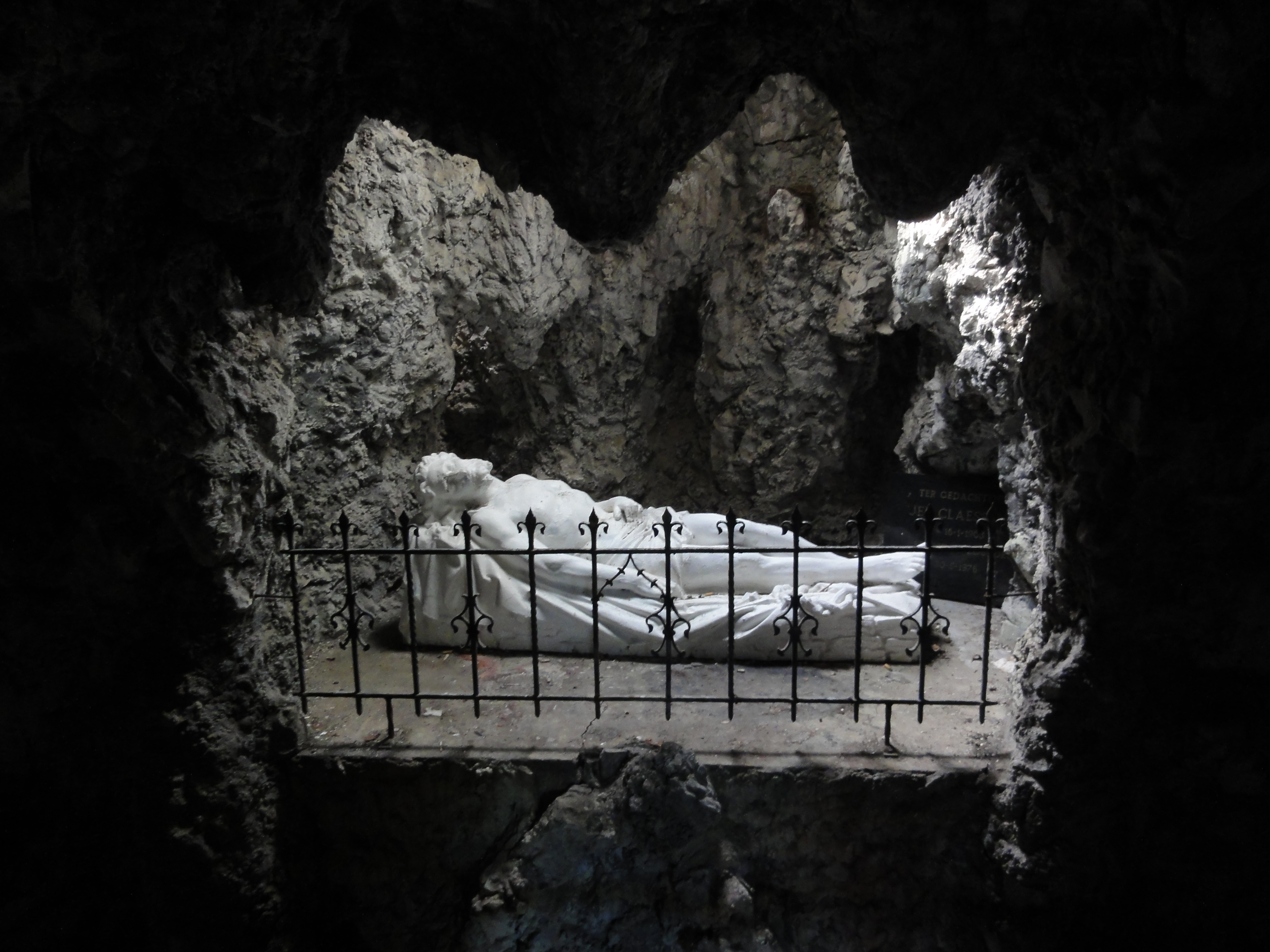
Graflegging

Trans Cedron is een begraafplaats en nabijgelegen kruiswegpark gelegen aan Meijerlaan 1 in Oostrum.
De naam betekent over de beek, waarmee de Styx bedoeld kan zijn.
Van belang is de Calvarieberg, aangelegd in 1909. Het betreft een grot met twee wenende engelen en een piëta. Voorts is er een beeld dat de Graflegging weergeeft. Boven op de grot bevindt zich een houten kruisbeeld.
Verder zijn er elf vrijstaande en gelijkvormige niskapelletjes die Kruiswegstaties bevatten in reliëf. Deze kapelletjes werden gebouwd in het tijdvak 1912-1916. De kapelletjes zijn uitgevoerd in gekleurde baksteen met enkele natuurstenen elementen. De overige drie staties vindt men bij de Calvarieberg.